# Старий Крашев
Старий Крашев (пол. Stary Kraszew) — село в Польщі, у гміні Клембув Воломінського повіту Мазовецького воєводства.
Населення — 363 особи (2011).
У 1975-1998 роках село належало до Остроленцького воєводства.

## Демографія
Демографічна структура станом на 31 березня 2011 року:
|          | Загалом | Допрацездатний вік | Працездатний вік | Постпрацездатний вік |
| -------- | ------- | ------------------ | ---------------- | -------------------- |
| Чоловіки | 181     | 44                 | 119              | 18                   |
| Жінки    | 182     | 42                 | 104              | 36                   |
| Разом    | 363     | 86                 | 223              | 54                   |